# Albrecht ze Šternberka a Holešova
Albrecht ze Šternberka a Holešova († 1447) byl český šlechtic, který pocházel z moravské větve rodu Šternberků.

## Život
Jeho otcem byl Ješek ze Šternberka na Lukově. 
Albrecht se poprvé v listinách uvádí roku 1397 při otcových majetkových transakcích. Spolu s otcem se uvádí v dalších listinách, kterými jsou zejména soudní žaloby a procesy, které souvisely s jejich bojovou činností. Z otcova majetku toho moc Albrechtovi nezbylo a většina zboží byla zastavena různým věřitelům. Roku 1420 dostal od biskupa kurovické léno. 
Za husitských válek Albrecht bojoval s vojskem olomouckého biskupa proti husitům. Roku 1425 se zřekl své poloviny hradu Lukova a obnovil své postavení na Holešovsku. Holešovská tvrz se stala jeho hlavním sídlem a uváděl se s přídomkem „z Holešova“. Albrecht se snažil získat zastavený hrad Hoštejn, ale nedařilo se mu to. Mezi léty 1437 a 1447 se pravidelně zúčastňoval zemských soudů. Albrecht se ale též dopouštěl i různých drobných vojenských potyček a přepadení.
Albrecht měl se ženou Žofkou z Kunštátu dva syny – Matouše, který byl pokračovatelem rodu, a Albrechta, o němž je jediná zmínka roku 1446 a který patrně brzy zemřel. 
Albrecht ze Šternberka a Holešova zemřel roku 1447.